# Präsidentschaftswahlen in Niger 2011

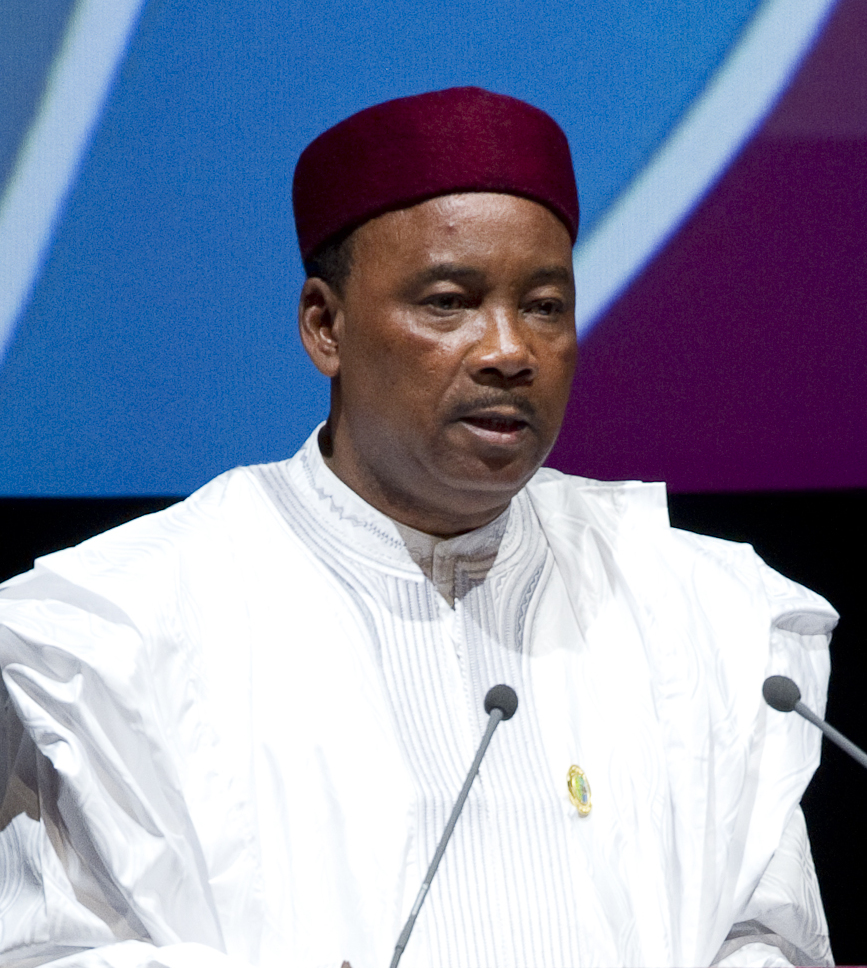
Mahamadou Issoufou, Sieger der Präsidentschaftswahlen in Niger 2011

Bei den Präsidentschaftswahlen in Niger 2011 wurde mittels Direktwahl der Staatspräsident der Republik Niger gewählt. Der erste Durchgang der Wahlen fand am 31. Januar 2011 statt, der zweite Durchgang am 12. März 2011. Als Wahlsieger ging Mahamadou Issoufou (PNDS-Tarayya) hervor.

## Hintergrund
Der seit 1999 amtierende und 2004 wiedergewählte Staatspräsident Mamadou Tandja (MNSD-Nassara) wurde am 18. Februar 2010 durch einen Militärputsch abgesetzt, nachdem er durch eine Verfassungsänderung die Sechste Republik geschaffen und damit eine Verlängerung seiner Amtszeit über den Dezember 2009 hinaus durchgesetzt hatte. Die nunmehrige Militärjunta, der Oberste Rat für die Wiederherstellung der Demokratie unter der Führung des Offiziers Salou Djibo, versprach eine rasche Rückkehr zur demokratischen Ordnung. Mit dem Verfassungsreferendum am 31. Oktober 2010 wurde die Verfassung der Siebten Republik etabliert, in der höchstens zwei jeweils fünfjährige Amtszeiten des Staatspräsidenten vorgesehen sind.
Die ursprünglich geplanten, bereits im Juli 2010 von der unabhängigen staatlichen Wahlkommission bekanntgegebenen Wahltermine – der 3. Januar 2011 für die Präsidentschaftswahlen und die Wahlen zur Nationalversammlung sowie der 14. Januar 2011 für einen etwaigen zweiten Wahldurchgang der Präsidentschaftswahlen – wurden mit der Begründung organisatorischer und finanzieller Probleme auf den 31. Januar beziehungsweise 12. März verschoben. Mehrere Parteien forderten zunächst eine weitere Verschiebung der Wahlen. Nach einem Treffen mit Vertretern der wichtigsten Parteien am 24. Januar 2011 gab der Oberste Rat für die Wiederherstellung der Demokratie bekannt, dass der Wahltermin am 31. Januar 2011 eingehalten werden würde.
Zehn Personen wurden als Kandidaten für das Amt des Staatspräsidenten zugelassen. Zu den wichtigsten Kandidaten zählten Mahamadou Issoufou von der Partei PNDS-Tarayya, ein Gegner Tandjas und in den 1990er Jahren Premierminister Nigers, Seini Oumarou von Tandjas Partei MNSD-Nassara, der unter Tandjas Herrschaft zuletzt Premierminister gewesen war, Hama Amadou von der Partei MODEN-FA Lumana Africa, der ehemals als MNSD-Nassara-Mitglied Premierminister gewesen war, und Mahamane Ousmane von der Partei CDS-Rahama, der bereits von 1993 bis 1996 als Staatspräsident amtiert hatte. Mit Mariama Gamatié Bayard bewarb sich erstmals eine Frau um das Amt des Staatspräsidenten. Der Oberste Rat für die Wiederherstellung der Demokratie schickte aus seinen Reihen keinen eigenen Kandidaten ins Rennen. Kurz vor dem Wahltag gaben sechs Kandidaten, darunter Seini Oumarou, Hama Amadou und Mahamane Ousmane, angesichts der Favoritenrolle Mahamadou Issoufous bekannt, bei einem zweiten Wahldurchgang untereinander kooperieren zu wollen.

## Ergebnisse

### Erster Wahldurchgang
Von 6.740.493 registrierten Wählern gingen 3.475.748 zu den Urnen. Dies entspricht einer Wahlbeteiligung von 51,6 %. Von den 3.475.748 abgegebenen Stimmzetteln wurden 3.298.641 als gültig und 177.107 als ungültig (bzw. leere Stimmzettel) gewertet. Der erste Wahldurchgang der Präsidentschaftswahlen fand zeitgleich zu den Parlamentswahlen von 2011 statt. Der Wahltag verlief ohne größere Zwischenfälle. Die Wahlbeobachter der Europäischen Union und der Westafrikanischen Wirtschaftsgemeinschaft bescheinigten den Wahlen Transparenz und eine generell gute Durchführung.
| Kandidat                     | Partei                 | Stimmenanzahl | Stimmenanteil |
| ---------------------------- | ---------------------- | ------------- | ------------- |
| Mahamadou Issoufou           | PNDS-Tarayya           | 1.192.945     | 36,16 %       |
| Seini Oumarou                | MNSD-Nassara           | 766.215       | 23,23 %       |
| Hama Amadou                  | MODEN-FA Lumana Africa | 653.737       | 19,82 %       |
| Mahamane Ousmane             | CDS-Rahama             | 274.676       | 8,33 %        |
| Amadou Cheiffou              | RSD-Gaskiya            | 134.732       | 4,08 %        |
| Moussa Moumouni Djermakoye   | ANDP-Zaman Lahiya      | 129.954       | 3,94 %        |
| Ousmane Issoufou Oubandawaki | ARD-Adaltchi Mutunchi  | 63.378        | 1,92 %        |
| Amadou Boubacar Cissé        | UDR-Tabbat             | 52.779        | 1,60 %        |
| Abdoulaye Amadou Traoré      | parteilos              | 17.630        | 0,53 %        |
| Mariama Gamatié Bayard       | RACINN-Hadin’Kay       | 12.595        | 0,38 %        |

### Zweiter Wahldurchgang
Ein zweiter Wahldurchgang wurde erforderlich, da keiner der Kandidaten beim ersten Wahldurchgang die absolute Mehrheit der Stimmen auf sich vereinen konnte. Hama Amadou (MODEN-FA Lumana Africa), der Drittplatzierte des ersten Wahldurchgangs, gab entgegen seiner Ankündigung vor dem ersten Wahldurchgang bekannt, seine Partei würde in der Stichwahl Mahamadou Issoufou unterstützen. Die unterlegenen Kandidaten Amadou Cheiffou, Moussa Moumouni Djermakoye und Amadou Boubacar Cissé verlautbarten ebenfalls ihre Unterstützung für Issoufou.
Von 6.740.046 registrierten Wählern gingen 3.300.027 zu den Urnen. Dies entspricht einer Wahlbeteiligung von 49 %. Von den 3.300.027 abgegebenen Stimmzetteln wurden 3.096.818 als gültig und 203.209 als ungültig (bzw. leere Stimmzettel) gewertet.
| Kandidat           | Partei       | Stimmenanzahl | Stimmenanteil |
| ------------------ | ------------ | ------------- | ------------- |
| Mahamadou Issoufou | PNDS-Tarayya | 1.797.382     | 58,04 %       |
| Seini Oumarou      | MNSD-Nassara | 1.299.436     | 41,96 %       |

## Folgen
Der Wahlgewinner Mahamadou Issoufou wurde am 8. April 2011 als Staatspräsident vereidigt. Am 21. April 2011 installierte Issoufou seine 24-köpfige Koalitionsregierung mit Brigi Rafini (PNDS-Tarayya) als Premierminister. Drei Regierungsmitglieder erhielten den Rang eines Staatsministers: Außenminister Mohamed Bazoum (PNDS-Tarayya), Planungsminister Amadou Boubacar Cissé (UDR-Tabbat) und Innenminister Abdou Labo (CDS-Rahama).